# Moosach
Moosach è un comune tedesco di 1 403 abitanti, situato nel land della Baviera.